# Jim Pillen

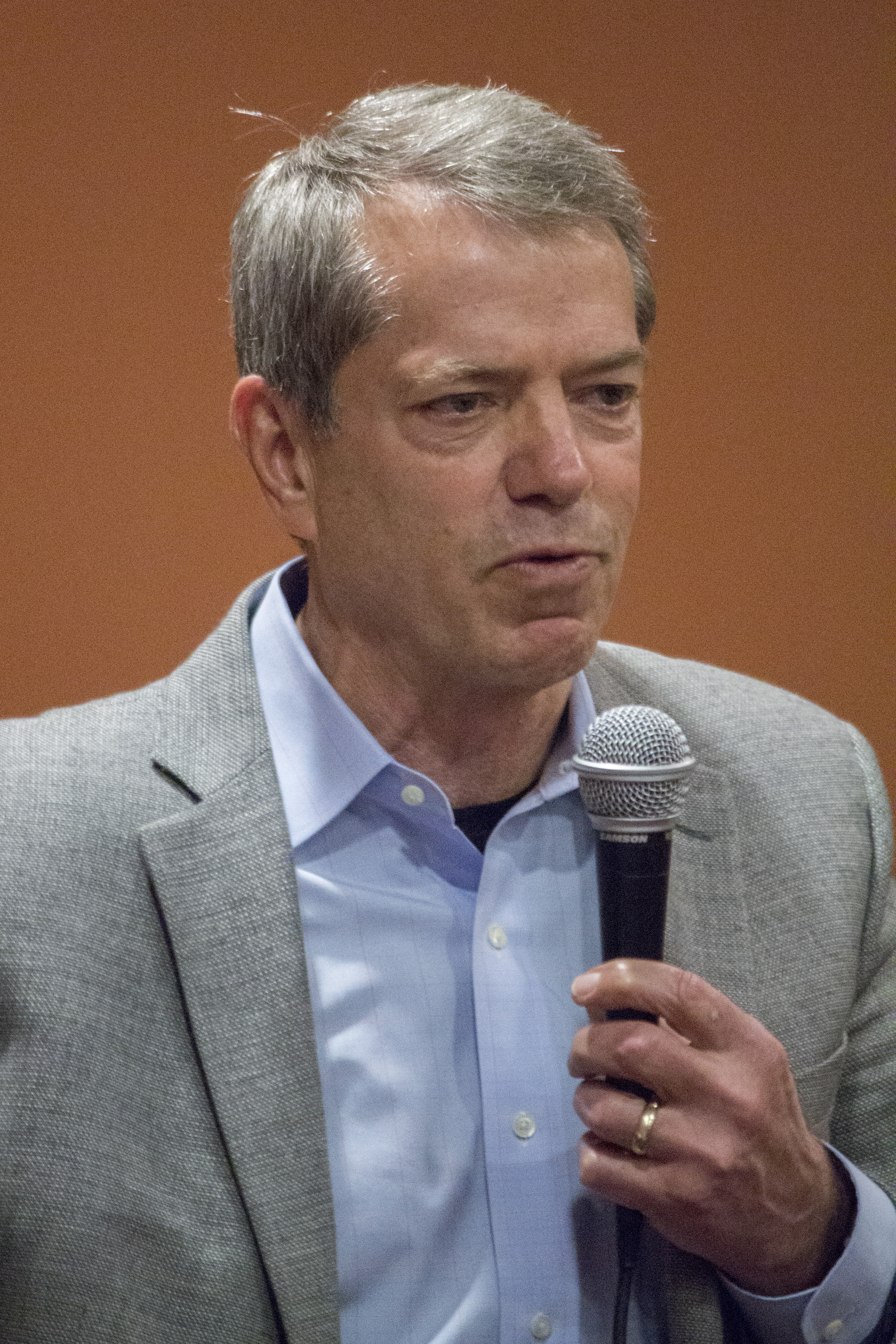
Jim Pillen (2022)

Jim Pillen (* 31. Dezember 1955 in Columbus, Nebraska) ist ein amerikanischer Politiker der Republikanischen Partei. Seit dem 5. Januar 2023 bekleidet Pillen das Amt des Gouverneurs von Nebraska.

## Leben
Nach seinem Abschluss an der Lakeview Junior-Senior High School 1974 studierte Pillen Tiermedizin an der University of Nebraska–Lincoln. Nach seinem Bachelor of Science erwarb er einen Doctor of Veterinary Medicine am College of Veterinary Medicine der Kansas State University.
Als Student spielte Pillen von 1975 bis 1978 Football auf der Position des Defensive Back für das Nebraska Cornhuskers football Team unter Tom Osborne. Pillen wurde 2004 in die Nebraska Football Hall of Fame aufgenommen.

## Privates
Mit seiner Frau Suzanne hat Pillen vier Kinder und sieben Enkelkinder. Pillen ist Römisch-katholischen Glaubens.